# Manma
Manma (Nepali मान्म) ist ein Ortsteil der Stadt Khandachakra und ein ehemaliges Village Development Committee (VDC) im nepalesischen Distrikt Kalikot in der Provinz Karnali. Manma ist Sitz der Distriktverwaltung.

## Geographie
Bei der Volkszählung 2011 hatte Manma 9094 Einwohner (davon 4732 männlich) in 1696 Haushalten. Im Jahr 2001 betrug die Einwohnerzahl noch 6092.
Manma liegt auf einer Höhe von 1760 m. Der Ort befindet sich auf einem Höhenrücken nordöstlich der Einmündung der Tila in die Karnali. 

## Verkehr
Manma liegt am Karnali Highway, der das Karnali- und Tila-Tal hinaufführt und in Chandannath endet.